# INECO
INECO (acrónimo de Ingeniería y Economía del Transporte S.M.E. M.P., S.A.) es una empresa pública española de ingeniería y consultoría propiedad del Ministerio de Transportes y Movilidad Sostenible. En concreto, su accionariado se lo reparten ENAIRE (45,85%), Adif (20,69%), Adif-Alta Velocidad (20,68%) y Renfe (12,78%).
Fundada en 1968, la empresa cuenta con casi 6000 profesionales de más de 300 disciplinas diferentes, así como presencia en todos los continentes.

## Historia
Ingeniería y Economía del Transporte S.A. se constituyó el 20 de julio de 1968. Su fundador y primer presidente fue el ingeniero de Caminos, Canales y Puertos Carlos Roa Rico, quien declaró que su intención al promover la creación de Ineco era la de “disponer de una entidad estable y permanente que se mantenga al más alto nivel científico, con la máxima sabiduría práctica en materia de economía y coordinación del transporte”. Nace con un capital social de dos millones de pesetas y 400 acciones, de las que 160 fueron suscritas por Renfe.
En 1983, se crea Tifsa (Tecnología e Investigación Ferroviaria S.A.), presidida por Pelayo Martínez Regidor, con un capital social inicial de 50 millones de pesetas, como resultado del interés de Renfe por contar con una filial dedicada a la investigación y al desarrollo de tecnología ferroviaria propia. La primera plantilla, de 17 personas, se organiza en cuatro áreas: Material rodante, Instalaciones, Vía y Nuevas tecnologías, a las que se añade en 1984 el departamento de Estructuras.
En 2010 se fusionan Ineco y TIFSA, dando lugar a la nueva empresa con un capital humano de 3.000 profesionales.
En su más de medio siglo de actividad, la compañía española Ineco ha participado en el desarrollo y progreso del conjunto de la red de infraestructuras de transporte de España, en todos sus modos de transporte, llevando a cabo proyectos de diseño, construcción, señalización, comunicaciones, mantenimiento y gestión del tráfico, siempre en primera línea en materia de innovación y digitalización para implantar los sistemas más eficientes y garantizar la máxima eficacia y seguridad. La experiencia adquirida permite a Ineco proporcionar asesoramiento técnico, financiero y legal en todas las fases de la planificación de la movilidad y el transporte; así como jugar un papel tractor en la internacionalización del sector de la ingeniería y consultoría española.
A lo largo de la última década la compañía ha experimento un importante crecimiento en su actividad TI, llegando a convertirse en la actualidad en una empresa clave en el proceso de transformación digital de la Administración Pública española. 

### Hechos destacables
- 1968: Creación de Ineco.
- 1977: Anteproyecto de alta velocidad Madrid- Barcelona-Port Bou. Estudio Metro de Bilbao.
- 1981: Se presenta el estudio de Metro de Bogotá.
- 1983: Creación de Tifsa (Tecnología e Investigación Ferroviaria, S.A) con el fin de desarrollar tecnología propia para Renfe.
- 1992: Se inaugura la primera línea de AV de España, Madrid-Sevilla, participando en su diseño y ejecución, así como en el recinto de la Expo y en mejoras urbanas en Barcelona, sede de los JJ.OO.
- 1993: Aena, creada dos años antes, entra en el accionariado de Ineco, que inicia su actividad aeronáutica.
- 1999: Ineco y Tifsa se agrupan para conseguir un mayor control de la obra final. Inicio de las ampliaciones de los aeropuertos de Madrid y Barcelona.
- 2000: Se comienza a instalar el ERTMS en España mientras comienza el estudio para un nuevo aeropuerto de Madrid. Se crea Ineco do Brasil, S.L.
- 2008: Ineco Tifsa se convierte en servicio técnico y medio propio del Ministerio de Fomento.
- 2010: Ineco y Tifsa se fusionan, con el nombre de Ineco. Se inaugura la nueva T3 del aeropuerto de Málaga, en la que Ineco había trabajado intensamente.
- 2012: Ineco consolida su desarrollo internacional con los contratos de las líneas de alta velocidad Meca-Medina y HS2 en Reino Unido.
- 2019: Presencia en todos los continentes gracias al proyecto de modernización de la red ferroviaria de cercanías de Sídney en Australia.
- 2021: Décimo aniversario de Inecomex, la filial mexicana de la ingeniería y consultoría del transporte Ineco.
- 2023: Ineco lanza su nuevo marco estratégico con horizonte 2026, el Plan "Un nuevo Impulso" basado en el capital humano de la compañía.

## Mercados

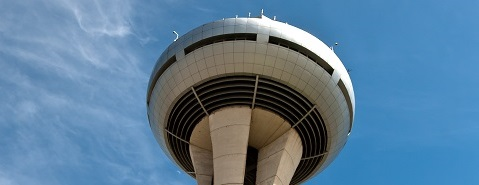
Ineco ha participado en la planificación, proyección, gestión y puesta en marcha de los planes de expansión aeroportuaria más importantes de España.

Ineco tiene su actividad dividida en los sectores de:

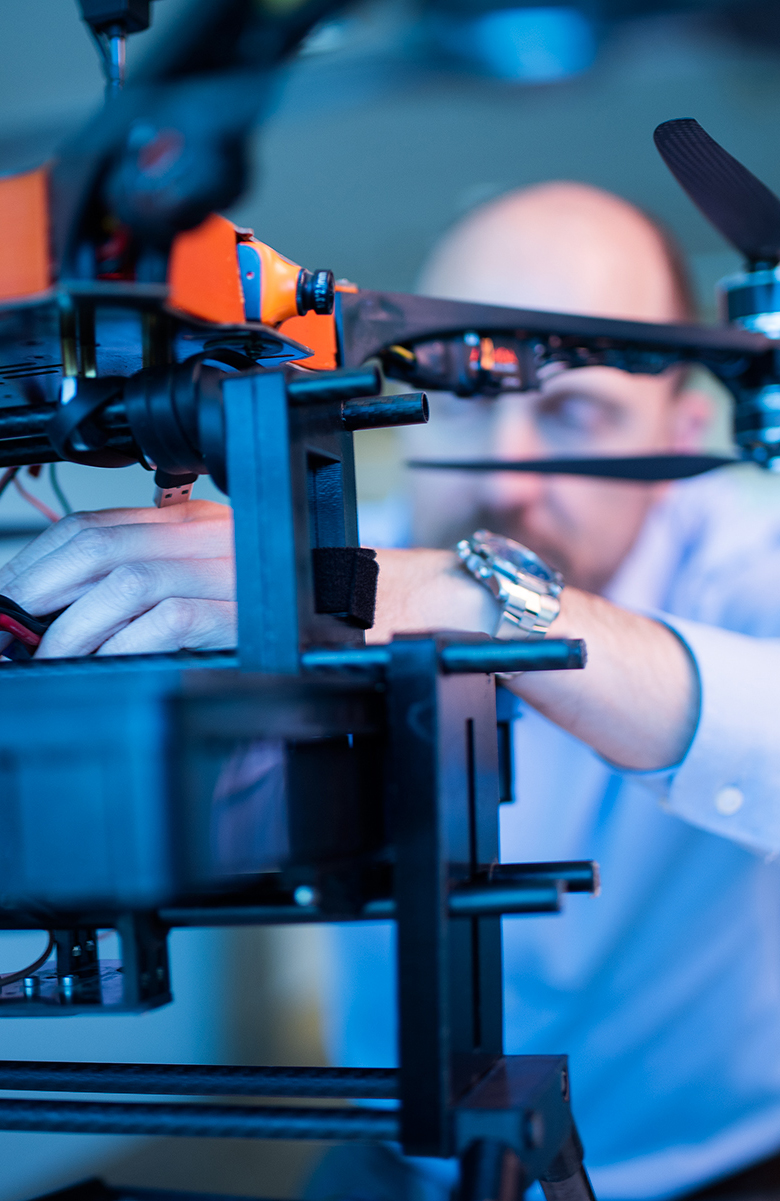
La compañía tiene un papel destacado en el desarrollo de los drones en la Unión Europea

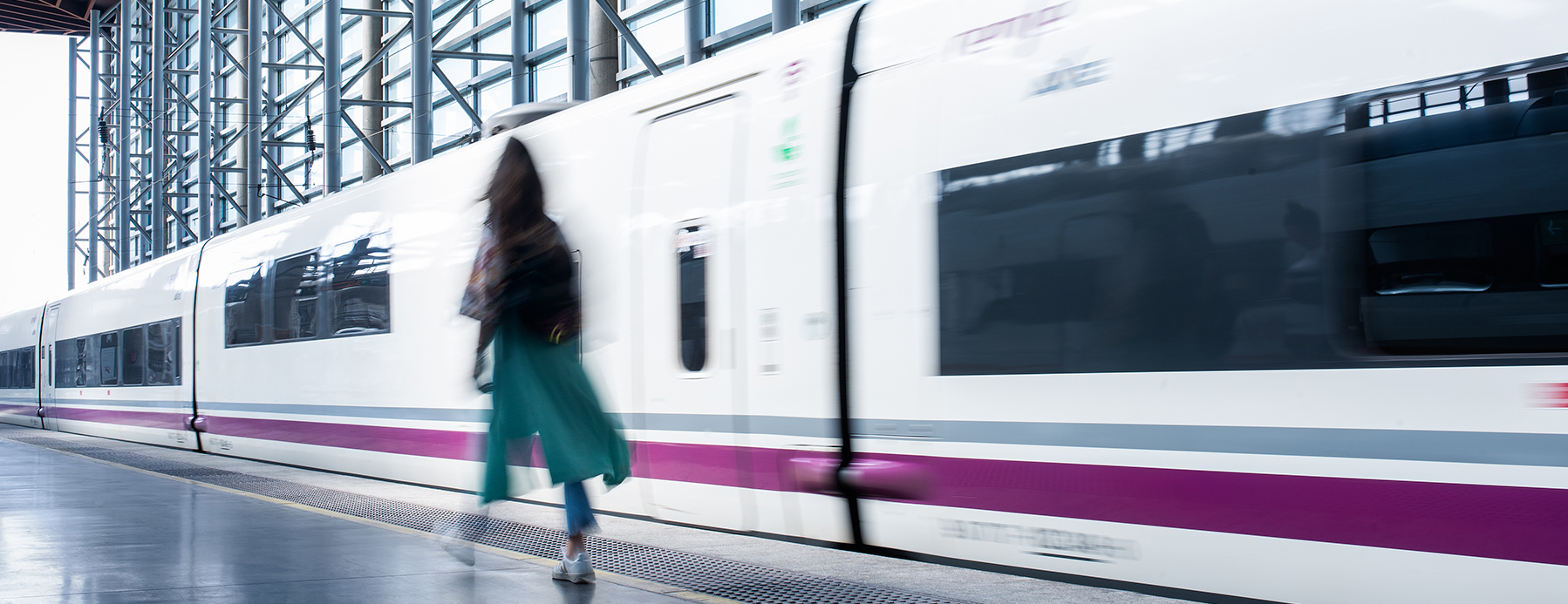
Ineco ha participado en la puesta en marcha de la red ferroviaria de alta velocidad española desde sus inicios, actuando como socio de ingeniería de Adif y Renfe. La compañía ha participado en la planificación, diseño, supervisión y dirección de obras, pruebas y puesta en servicio, mantenimiento y servicios de desarrollo tecnológico, para conseguir un sistema ferroviario de alta velocidad más seguro y eficiente.

- Movilidad

- Ferroviario
- Carreteras
- Arquitectura
- Aeropuertos
- Sostenibilidad
- Puertos
- Navegación aérea
- Desarrollo Urbano
- TI

También cuenta con las soluciones:
- Consultoría
- Proyectos
- Obras
- Operación
- Mantenimiento
- Project Management
- ORAT
- I+D+i
- ERTMS
- Material rodante
- Smart products
- BIM
- Administración digital

## Accionistas
El accionariado de INECO se reparte entre las siguientes 4 entidades públicas empresariales dependientes todas ellas del Ministerio de Transportes.
| Sociedad            | Derechos de voto |
| ------------------- | ---------------- |
| ENAIRE              | 45,85 %          |
| Adif                | 20,69 %          |
| Adif Alta Velocidad | 20,68 %          |
| Renfe               | 12,78 %          |

## Algunos proyectos destacables
Estos son algunos de los más reseñables:
- Desarrollo de la red de alta velocidad en España.
- Galileo Service Operator: el Centro Europeo de Navegación por Satélite (GSC), una referencia para el transporte y la navegación.
- Modernización de la red de Cercanías con la integración de los nuevos sistemas ferroviarios para Sidney Trains en Australia.
- ORAT ferroviario en Estados Unidos: asesoramiento para la transformación del nuevo acceso a Penn Station en Nueva York.
- Project Management y ORAT en el Aeropuerto Internacional de Kuwait.
- Operador en la sombra del Tren Maya mexicano.
- Mejora de las infraestructuras aeroportuarias y el transporte aéreo en Cabo Verde.
- Revisión de procedimientos de vuelo en el aeropuerto de Changi en Singapur.
- Despliegue del ERTMS en Europa.
- Modernización de la red de infraestructuras aeroportuarias y reorganización del espacio aéreo de nuestro país.
- Desarrollo de la alta velocidad británica HS2.
- Ampliación del aeropuerto de Lima en Perú.
- Rail Baltica: alta velocidad para unir los Países Bálticos con la Red Transeuropea de Transportes.
- Nueva terminal del aeropuerto internacional de Abu Dabi.
- Implementación del servicio de dirección de plataforma (SDP) para el aeropuerto internacional El Dorado en Bogotá (Colombia).
- Agente supervisor de la Autopista Guadalajara – Colima.